# U-리그 (여자 농구)
U-리그(U-League)는 대한민국의 여자 농구 대회이다.

## 참가팀
- 광주대학교
- 극동대학교
- 단국대학교
- 부산대학교
- 세한대학교
- 수원대학교
- 용인대학교
- 전주비전대학교
- 한림성심대학교